# 内藤里永子
内藤 里永子（ないとう りえこ、1937年5月21日 - ）は、日本の詩人・翻訳家。

## 経歴
本名・理恵子。早稲田大学大学院文学研究科修了。ターシャ・テューダーなどの翻訳を手がけることで知られる。

## 著書
- 『絵本作家ターシャ・テューダー』KADOKAWA, 2014
- 限りなく繊細でワイルドな森の生活 KADOKAWA, 2021

### 共著
- 『一夜だけの詩遊び』谷川俊太郎共著. メディアファクトリー, 2011

### 翻訳
- 『フランス料理名作選』内藤理恵子、日高達太郎[等]訳. 柴田書店, 1972
- ベティ=グリーン『ドイツ兵の夏』内藤理恵子訳. 偕成社, 1978
- ライマン・フランク・ボーム『サンタ=クロースものがたり』内藤理恵子訳, 伊藤悌夫 絵. 講談社, 1980
- アントニイ・バージェス『どこまで行けばお茶の時間』 (サンリオSF文庫) 吉田映子共訳. 1981
- 『イギリス童謡の星座』吉田映子 訳詩. 大日本図書, 1990
- 『笑いのコーラス イギリス滑稽詩画帖』吉田映子訳詩, 内藤里永子編. トパーズプレス, 1992
- 『とりとりとりがいっぱい』 (いっぱいがいっぱいの詩の絵本)吉田映子共編訳, 津田櫓冬 絵. 大日本図書, 1993
- 『ねこねこねこがいっぱい』 (いっぱいがいっぱいの詩の絵本)吉田映子共編訳, 落合皎児 絵. 大日本図書, 1993
- 『ねずみねずみねずみがいっぱい』 (いっぱいがいっぱいの詩の絵本)吉田映子共編訳, 木葉井悦子 絵. 大日本図書, 1993
- 『まじょまじょおばけもいっぱい』 (いっぱいがいっぱいの詩の絵本)吉田映子共編訳, 田島和子 絵. 大日本図書, 1993
- 『むしむしむしがいっぱい』 (いっぱいがいっぱいの詩の絵本)吉田映子共編訳, 津田櫓冬 絵. 大日本図書, 1993
- ポール・ジェニングス『とても書けない物語』 (PJ傑作集) トパーズプレス, 1994
- ポール・ジェニングス『先の読めない物語』 (PJ傑作集) トパーズプレス, 1995
- 『もりにはいっぱい イギリス詩集』吉田映子共編訳, 落合皎児 絵. 架空社, 1998
- 『ゆめにはいっぱい イギリス詩集』吉田映子共編訳, 田島和子 絵. 架空社, 1998
- 『はたけにはいっぱい イギリス詩集』吉田映子共編訳, 平野ニーナ 絵. 架空社, 1998
- 『そらにはいっぱい イギリス詩集』吉田映子共編訳, 神戸留美子 絵. 架空社, 1998
- 『うみにはいっぱい イギリス詩集』吉田映子共編訳, 津田櫓冬 絵. 架空社, 2003
- ターシャ・テューダー『Calico books = キャラコブックス』メディアファクトリー, 1999
- フランソワーズ『ロバの子シュシュ』 徳間書店, 2001
- フランソワーズ『みみちゃんとヤギのビケット』 徳間書店, 2003
- フランソワーズ『まりーちゃんとおまつり』徳間書店, 2005
- フランソワーズ『ねずみのちょびちょびサーカスのスターになる』徳間書店, 2005
- フランソワーズ『コレットちゃんはおかあさん』徳間書店, 2005
- ターシャ・テューダー『がちょうのアレキサンダー』 (ターシャ・テューダークラシックコレクション) メディアファクトリー, 2001
- ターシャ・テューダー『こぶたのドーカス・ポーカス』 (ターシャ・テューダークラシックコレクション) メディアファクトリー, 2001
- ターシャ・テューダー『パンプキン・ムーンシャイン』 (ターシャ・テューダークラシックコレクション) メディアファクトリー, 2001
- ターシャ・テューダー『人形たちのクリスマス』 (ターシャ・テューダークラシックコレクション) メディアファクトリー, 2001
- ターシャ・テューダー『もうすぐゆきのクリスマス』 (ターシャ・テューダー・クラシックコレクション) メディアファクトリー, 2001
- ターシャ・テューダー『心に風が吹き、かかとに炎が燃えている ターシャ・テューダーと家族が愛する詩』メディアファクトリー, 2001
- ターシャ・テューダー『おまつりの日に』 (ターシャ・テューダークラシックコレクション　メディアファクトリー, 2002
- ターシャ・テューダー『ひつじのリンジー』 (ターシャ・テューダークラシックコレクション) メディアファクトリー, 2002
- ターシャ・テューダー『イースターのおはなし』 (ターシャ・テューダークラシックコレクション) メディアファクトリー, 2002
- ターシャ・テューダー『カナリヤのシスリーB』 (ターシャ・テューダークラシックコレクション) メディアファクトリー, 2002
- ターシャ・テューダー『エドガー・アラン・クロウ』 (ターシャ・テューダークラシックコレクション) メディアファクトリー, 2002
- ターシャ・テューダー『ホワイト・グース』 (ターシャ・テューダークラシックコレクション) メディアファクトリー, 2002
- 『眩しい悲劇 光、風、水』吉田映子共編訳, 落合皎児 絵. 架空社, 2003
- A・A・ミルン 原案『ティガーの家族の木 (Pooh ; 1)』竹書房, 2005
- A・A・ミルン 原案『ピグレットの思い出絵日記 (Pooh ; 2)』ノヴェライズ. 竹書房 2005
- A・A・ミルン 原案『ルーのイースターの色たまご (Pooh ; 3)』竹書房, 2005
- 『ターシャ・テューダーのクリスマスアドベントカレンダー』 メディアファクトリー, 2007
- ターシャ・テューダー『ベッキーのクリスマス』ないとうりえこ 訳. メディアファクトリー, 2007
- ターシャ・テューダー『恋をするターシャ』メディアファクトリー, 2007
- ターシャ・テューダー『ベッキーのたんじょうび』ないとうりえこ 訳. メディアファクトリー, 2007
- ターシャ・テューダー『アマンダとくまの子』メディアファクトリー, 2010
- ターシャ・テューダー『喜びはつかむもの ターシャ・テューダーのクリスマス』メディアファクトリー, 2010
- ターシャ・テューダー『ターシャのかずのほん 1はいち』ないとうりえこ 訳. メディアファクトリー, 2011
- カリーナ・スカープマン 構想・制作・文, トン・バウワー 写真『マウスマンション サムとユリア』メディアファクトリー, 2011
- カリーナ・スカープマン 構想・制作・文, エド・ハートマン 写真『マウスマンション サムとユリア大げきじょうへ』ないとうりえこ やく. メディアファクトリー, 2012
- カリーナ・スカープマン『マウスマンション サムとユリアおかいもの』ないとうりえこ やく. KADOKAWA, 2013
- カリーナ・スカープマン『マウスマンション サムとユリアあそぼう』ないとうりえこ やく. KADOKAWA, 2013
- ターシャ・テューダー『ターシャの農場の12カ月』ないとうりえこ やく. KADOKAWA, 2014
- 『ターシャ・テューダーのマザーグース』ないとうりえこ 訳. KADOKAWA, 2014
- ロバート・ルイス・スティーヴンスン著, ターシャ・テューダー絵『子どもの詩の園』ないとうりえこ訳.KADOKAWA, 2014
- エミリー・ディキンスン著, ターシャ・テューダー絵, カレン・アッカーマン編『まぶしい庭へ』ないとうりえこ訳. KADOKAWA, 2014
- バーバラ・ビューラー・ラインズ, アガピタ・ジュディ・ロペス『ジョージア・オキーフとふたつの家 ゴーストランチとアビキュー』KADOKAWA, 2015
- 『わたしは名前がない。あなたはだれ? エミリー・ディキンスン詩集』編・訳. KADOKAWA, 2017.7